# Fok (földrajz)

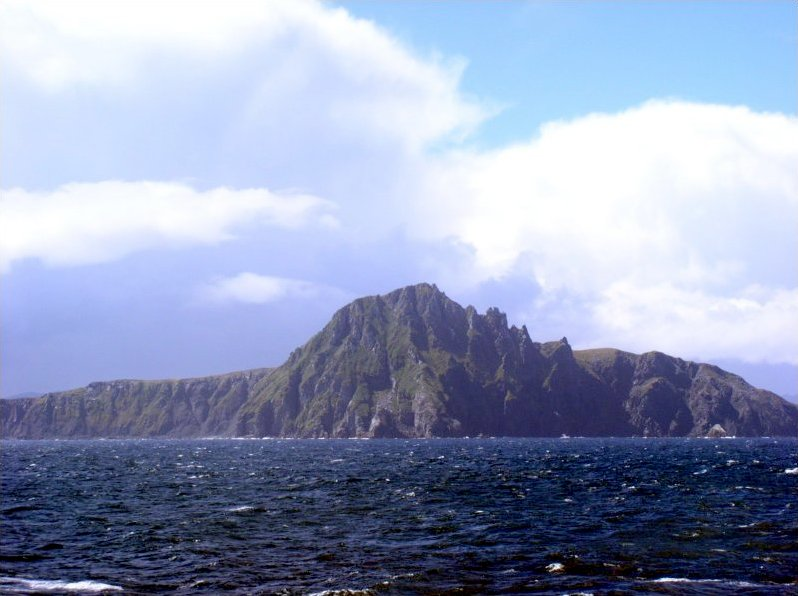
A Horn-fok látképe dél felől

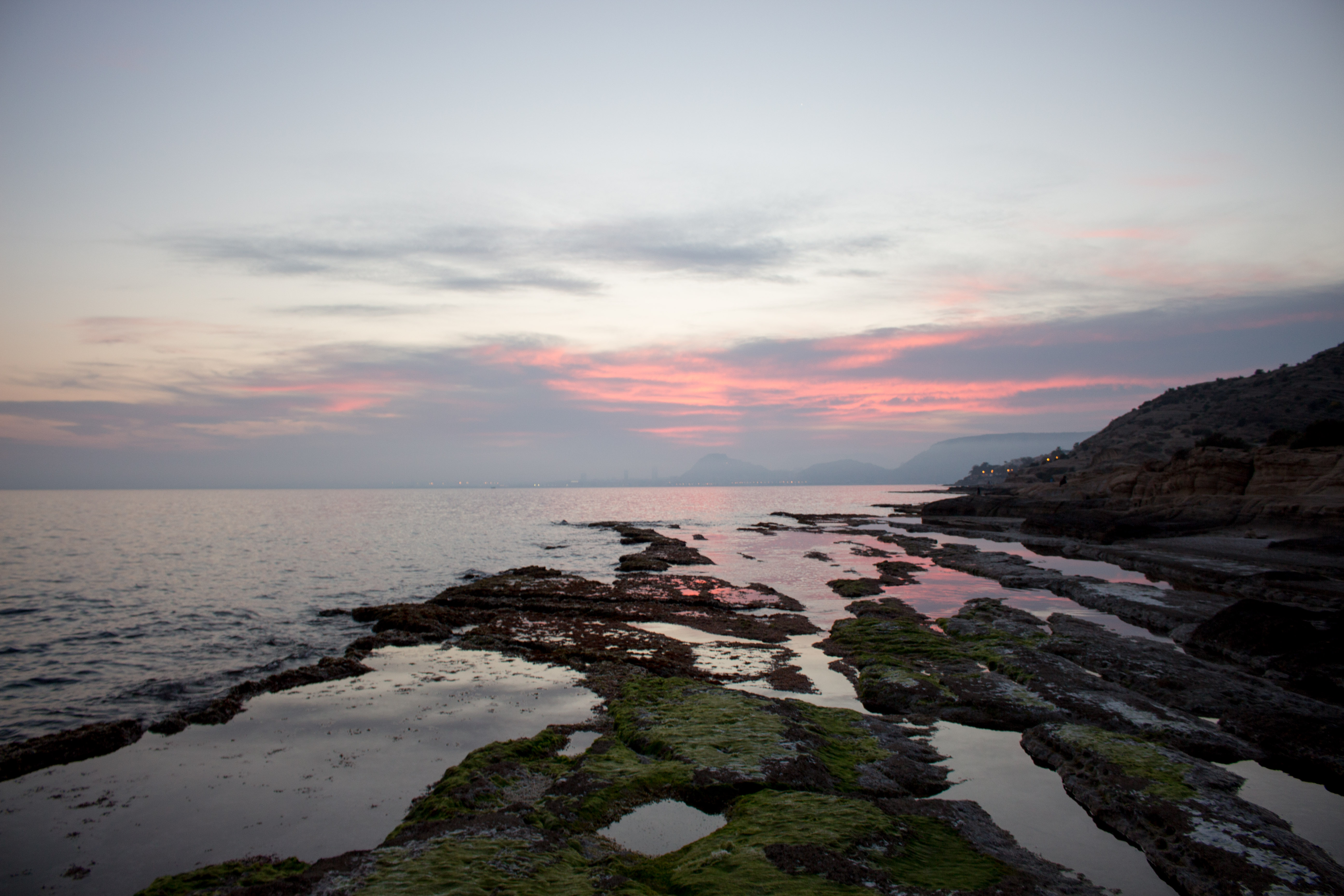
A Cabo de las Huertas Alicanténál Spanyolországban

A fok a földrajztudományban – nem mérésügyi értelemben – egy környezetéből kiemelkedő földterület nagyobb vízfelületbe benyúló kiszögellését jelenti. 
A fokok a hajózásban fontosak mint tájékozódási pontok, amennyiben messzebbről látszanak, mint a partok hátrább eső részei. Egyes fokok közelében szirtzátonyok vagy homokzátonyok vannak. Egyes fokokhoz kikötők települtek.

## Nevezetes fokok
- Horn-fok (Dél-Amerika)
- Jóreménység foka (Afrika)